# Sankt Andrä-Wördern
Sankt Andrä-Wördern är en kommun  i Österrike. Den ligger i distriktet Tulln och förbundslandet Niederösterreich, 35 km nordväst om huvudstaden Wien.
Kommunen består av sju orter (Ortschaften) (inom parentes invånarantal 1 januari 2024):

- Altenberg (1 037)
- Greifenstein (193)
- Hadersfeld (250)
- Hintersdorf (702)
- Kirchbach (575)
- St. Andrä vor dem Hagenthale (1 694)
- Wördern (3 502)